# All the Right Moves (single van OneRepublic)
All the Right Moves is een nummer van de Amerikaanse rockband OneRepublic. Het nummer werd uitgebracht als leadsingle als voorloper van het tweede studioalbum Waking Up.

## Achtergrondinformatie
Het nummer maakte zijn debuut op 6 september 2009 op de MySpacepagina van de band. Het werd op 22 september op de Amerikaanse radiostations uitgebracht. De single heeft een lengte van net over de vier minuten en bevat een koor dat het tweede refrein zingt. Muzikaal gaat de band een andere kant op met het nummer door de aparte drumstijl, hoewel het nog steeds - net als de vorige singles - in het rockgenre te plaatsen is.

## Medewerkers
OneRepublic
- Ryan Tedder: vocalist, pianist
- Zach Filkins: gitaar, achtergrondvocalen
- Drew Brown: gitaar
- Eddie Fisher: drum, percussie
- Brent Kutzle: gitaar

## Hitnotering
| "All the Right Moves" in de Nederlandse Top 40 - binnen: 20-02-2010 | "All the Right Moves" in de Nederlandse Top 40 - binnen: 20-02-2010 | "All the Right Moves" in de Nederlandse Top 40 - binnen: 20-02-2010 | "All the Right Moves" in de Nederlandse Top 40 - binnen: 20-02-2010 | "All the Right Moves" in de Nederlandse Top 40 - binnen: 20-02-2010 | "All the Right Moves" in de Nederlandse Top 40 - binnen: 20-02-2010 | "All the Right Moves" in de Nederlandse Top 40 - binnen: 20-02-2010 | "All the Right Moves" in de Nederlandse Top 40 - binnen: 20-02-2010 | "All the Right Moves" in de Nederlandse Top 40 - binnen: 20-02-2010 | "All the Right Moves" in de Nederlandse Top 40 - binnen: 20-02-2010 | "All the Right Moves" in de Nederlandse Top 40 - binnen: 20-02-2010 | "All the Right Moves" in de Nederlandse Top 40 - binnen: 20-02-2010 | "All the Right Moves" in de Nederlandse Top 40 - binnen: 20-02-2010 | "All the Right Moves" in de Nederlandse Top 40 - binnen: 20-02-2010 | "All the Right Moves" in de Nederlandse Top 40 - binnen: 20-02-2010 | "All the Right Moves" in de Nederlandse Top 40 - binnen: 20-02-2010 |
| Week                                                                | 1                                                                   | 2                                                                   | 3                                                                   | 4                                                                   | 5                                                                   | 6                                                                   | 7                                                                   | 8                                                                   | 9                                                                   | 10                                                                  | 11                                                                  | 12                                                                  | 13                                                                  | 14                                                                  |                                                                     |
| ------------------------------------------------------------------- | ------------------------------------------------------------------- | ------------------------------------------------------------------- | ------------------------------------------------------------------- | ------------------------------------------------------------------- | ------------------------------------------------------------------- | ------------------------------------------------------------------- | ------------------------------------------------------------------- | ------------------------------------------------------------------- | ------------------------------------------------------------------- | ------------------------------------------------------------------- | ------------------------------------------------------------------- | ------------------------------------------------------------------- | ------------------------------------------------------------------- | ------------------------------------------------------------------- | ------------------------------------------------------------------- |
| Nummer                                                              | 35                                                                  | 31                                                                  | 25                                                                  | 21                                                                  | 23                                                                  | 21                                                                  | 18                                                                  | 18                                                                  | 16                                                                  | 14                                                                  | 20                                                                  | 23                                                                  | 27                                                                  | 35                                                                  | uit                                                                 |

| "All the Right Moves" in de Nederlandse Single Top 100 - binnen: 13-02-2010 | "All the Right Moves" in de Nederlandse Single Top 100 - binnen: 13-02-2010 | "All the Right Moves" in de Nederlandse Single Top 100 - binnen: 13-02-2010 | "All the Right Moves" in de Nederlandse Single Top 100 - binnen: 13-02-2010 | "All the Right Moves" in de Nederlandse Single Top 100 - binnen: 13-02-2010 | "All the Right Moves" in de Nederlandse Single Top 100 - binnen: 13-02-2010 | "All the Right Moves" in de Nederlandse Single Top 100 - binnen: 13-02-2010 | "All the Right Moves" in de Nederlandse Single Top 100 - binnen: 13-02-2010 | "All the Right Moves" in de Nederlandse Single Top 100 - binnen: 13-02-2010 | "All the Right Moves" in de Nederlandse Single Top 100 - binnen: 13-02-2010 | "All the Right Moves" in de Nederlandse Single Top 100 - binnen: 13-02-2010 | "All the Right Moves" in de Nederlandse Single Top 100 - binnen: 13-02-2010 | "All the Right Moves" in de Nederlandse Single Top 100 - binnen: 13-02-2010 | "All the Right Moves" in de Nederlandse Single Top 100 - binnen: 13-02-2010 | "All the Right Moves" in de Nederlandse Single Top 100 - binnen: 13-02-2010 | "All the Right Moves" in de Nederlandse Single Top 100 - binnen: 13-02-2010 | "All the Right Moves" in de Nederlandse Single Top 100 - binnen: 13-02-2010 |
| Week                                                                        | 1                                                                           | 2                                                                           | 3                                                                           | 4                                                                           | 5                                                                           | 6                                                                           | 7                                                                           | 8                                                                           | 9                                                                           | 10                                                                          | 11                                                                          | 12                                                                          | 13                                                                          | 14                                                                          | 15                                                                          |                                                                             |
| --------------------------------------------------------------------------- | --------------------------------------------------------------------------- | --------------------------------------------------------------------------- | --------------------------------------------------------------------------- | --------------------------------------------------------------------------- | --------------------------------------------------------------------------- | --------------------------------------------------------------------------- | --------------------------------------------------------------------------- | --------------------------------------------------------------------------- | --------------------------------------------------------------------------- | --------------------------------------------------------------------------- | --------------------------------------------------------------------------- | --------------------------------------------------------------------------- | --------------------------------------------------------------------------- | --------------------------------------------------------------------------- | --------------------------------------------------------------------------- | --------------------------------------------------------------------------- |
| Nummer                                                                      | 76                                                                          | 73                                                                          | 61                                                                          | 76                                                                          | 68                                                                          | 73                                                                          | 44                                                                          | 42                                                                          | 56                                                                          | 52                                                                          | 51                                                                          | 51                                                                          | 51                                                                          | 60                                                                          | 70                                                                          | uit                                                                         |

| "All the Right Moves" in de Vlaamse Ultratop 50 - binnen: 20-03-2010 | "All the Right Moves" in de Vlaamse Ultratop 50 - binnen: 20-03-2010 | "All the Right Moves" in de Vlaamse Ultratop 50 - binnen: 20-03-2010 | "All the Right Moves" in de Vlaamse Ultratop 50 - binnen: 20-03-2010 | "All the Right Moves" in de Vlaamse Ultratop 50 - binnen: 20-03-2010 | "All the Right Moves" in de Vlaamse Ultratop 50 - binnen: 20-03-2010 | "All the Right Moves" in de Vlaamse Ultratop 50 - binnen: 20-03-2010 | "All the Right Moves" in de Vlaamse Ultratop 50 - binnen: 20-03-2010 | "All the Right Moves" in de Vlaamse Ultratop 50 - binnen: 20-03-2010 | "All the Right Moves" in de Vlaamse Ultratop 50 - binnen: 20-03-2010 | "All the Right Moves" in de Vlaamse Ultratop 50 - binnen: 20-03-2010 | "All the Right Moves" in de Vlaamse Ultratop 50 - binnen: 20-03-2010 |
| Week                                                                 | 1                                                                    | 2                                                                    | 3                                                                    | 4                                                                    | 5                                                                    | 6                                                                    | 7                                                                    | 8                                                                    | 9                                                                    | 10                                                                   |                                                                      |
| -------------------------------------------------------------------- | -------------------------------------------------------------------- | -------------------------------------------------------------------- | -------------------------------------------------------------------- | -------------------------------------------------------------------- | -------------------------------------------------------------------- | -------------------------------------------------------------------- | -------------------------------------------------------------------- | -------------------------------------------------------------------- | -------------------------------------------------------------------- | -------------------------------------------------------------------- | -------------------------------------------------------------------- |
| Nummer                                                               | 50                                                                   | 27                                                                   | 28                                                                   | 17                                                                   | 8                                                                    | 9                                                                    | 11                                                                   | 12                                                                   | 27                                                                   | 38                                                                   | uit                                                                  |